# Кітімат-Стекін
Регіональний округ Кітімат-Стекін (англ. Kitimat-Stikine) — регіональний округ в Канаді, у провінції Британська Колумбія.

## Населення
За даними перепису 2016 року, в регіональному окрузі мешкало 37367 осіб, показавши зростання на 0%, порівняно з 2011 роком. Середня густина населення становила 0,4 осіб/км².
З офіційних мов обома одночасно володіли 2110 осіб, лише англійською — 34770, французькою — 45, а 140 — жодною з них. Усього 4,525 осіб вважали рідною мовою не одну з офіційних, з них 1 355 — одну з корінних мов, а 30 — українську.
Працездатне населення становило 64,4% усього населення, рівень безробіття склав 13,8% (15,8% серед чоловіків та 11,4% серед жінок). 88,6% були найманими працівниками, 8% — самозайнятими.
Середній дохід на особу становив $44 431 (медіана $33 810), при цьому для чоловіків — $53 712, а для жінок $34 653 (медіани — $43 136 та $27 490 відповідно).
28% мешканців мали закінчену шкільну освіту, не мали закінченої шкільної освіти — 25,7%, 46,4% мали післяшкільну освіту, з яких 25,1% мали диплом бакалавра, або вищий, 80 осіб мали вчений ступінь.
| Статево-вікова структура населення | Статево-вікова структура населення | Статево-вікова структура населення | Статево-вікова структура населення | Статево-вікова структура населення |
| ---------------------------------- | ---------------------------------- | ---------------------------------- | ---------------------------------- | ---------------------------------- |
|                                    |                                    |                                    |                                    |                                    |
| Всього                             | Всього                             | 51,2%48,8%                         |                                    |                                    |
| 0 — 14 років                       | 0 — 14 років                       |                                    | 18,5%                              | 18,5%                              |
| 15 — 64 років                      | 15 — 64 років                      |                                    | 66,6%                              | 66,6%                              |
| 65 і більше                        | 65 і більше                        |                                    | 14,9%                              | 14,9%                              |
| 85 і більше                        | 85 і більше                        |                                    | 1,3%                               | 1,3%                               |
| Середній вік (років)               | Середній вік (років)               | 39,640,1                           | 39,9                               | 39,9                               |
| Медіана (років)                    | Медіана (років)                    | 40,441,2                           | 40,8                               | 40,8                               |
| — чоловіки — жінки                 |                                    |                                    |                                    |                                    |

| Походження мешканців:     | Походження мешканців:     | Походження мешканців: | Походження мешканців: | Походження мешканців: |
| ------------------------- | ------------------------- | --------------------- | --------------------- | --------------------- |
| Походження                |                           |                       | осіб                  | %                     |
| Корінні американці        | Корінні американці        |                       | 12 915                | 34.96%                |
| Інше північноамериканське | Інше північноамериканське |                       | 8 875                 | 24.03%                |
| Європейське               | Європейське               |                       | 23 125                | 62.6%                 |
| британське                | британське                |                       | 14 345                | 38.83%                |
| французьке                | французьке                |                       | 4 095                 | 11.09%                |
| українське                | українське                |                       | 1 660                 | 4.49%                 |
| Карибське                 | Карибське                 |                       | 95                    | 0.26%                 |
| Латинськоамериканське     | Латинськоамериканське     |                       | 290                   | 0.79%                 |
| Африканське               | Африканське               |                       | 310                   | 0.84%                 |
| Азійське                  | Азійське                  |                       | 1 615                 | 4.37%                 |
| Океанійське               | Океанійське               |                       | 185                   | 0.5%                  |

| Зайнятість населення за галузями (за класифікацією NOC): | Зайнятість населення за галузями (за класифікацією NOC): | Зайнятість населення за галузями (за класифікацією NOC): | Зайнятість населення за галузями (за класифікацією NOC): | Зайнятість населення за галузями (за класифікацією NOC): |
| -------------------------------------------------------- | -------------------------------------------------------- | -------------------------------------------------------- | -------------------------------------------------------- | -------------------------------------------------------- |
|                                                          |                                                          |                                                          |                                                          |                                                          |
| Управління                                               | Управління                                               |                                                          | 9,1%                                                     | 9,1%                                                     |
| Бізнес, фінанси та адміністрування                       | Бізнес, фінанси та адміністрування                       |                                                          | 11,9%                                                    | 11,9%                                                    |
| Природничі та прикладні науки                            | Природничі та прикладні науки                            |                                                          | 5,3%                                                     | 5,3%                                                     |
| Охорона здоров'я                                         | Охорона здоров'я                                         |                                                          | 5,7%                                                     | 5,7%                                                     |
| Освіта, правозахист, муніципальні та урядові служби      | Освіта, правозахист, муніципальні та урядові служби      |                                                          | 12,8%                                                    | 12,8%                                                    |
| Мистецтво, культура, відпочинок та спорт                 | Мистецтво, культура, відпочинок та спорт                 |                                                          | 1,8%                                                     | 1,8%                                                     |
| Роздрібна торгівля та послуги                            | Роздрібна торгівля та послуги                            |                                                          | 23,2%                                                    | 23,2%                                                    |
| Гуртова торгівля, транспорт та обладнання                | Гуртова торгівля, транспорт та обладнання                |                                                          | 21,5%                                                    | 21,5%                                                    |
| Природні ресурси, сільське господарство                  | Природні ресурси, сільське господарство                  |                                                          | 3,7%                                                     | 3,7%                                                     |
| Виробництво                                              | Виробництво                                              |                                                          | 4,9%                                                     | 4,9%                                                     |

## Населені пункти
До складу регіонального округу входять місто Террейс, муніципалітети Стюарт, Нью-Гейзелтон, Кітімет, село Гейзелтон, індіанські резервації Телеграф-Крік, Бебайн 17, Гаґвілґет 1, Кулспай 6, Кшиш 4, Талтан 1, Іскут 6, Кітсумкайлум 1, Кітселас 1, Кітасу 1, Кітамаат 2, Кіспіокс 1, Балклі-Рівер 19, Діс-Лейк 9, Сік-е-дах 2, Морістаун 1, Ґатнмаакс 1, Ґітсеґукла 1, Ґітванґак 1, Ґуті-Та 12, а також хутори, інші малі населені пункти та розосереджені поселення.

## Клімат
Середня річна температура становить 4,4°C, середня максимальна — 17,4°C, а середня мінімальна — -11,2°C. Середня річна кількість опадів — 1 289 мм.
| Клімат поселення                              | Клімат поселення | Клімат поселення | Клімат поселення | Клімат поселення | Клімат поселення | Клімат поселення | Клімат поселення | Клімат поселення | Клімат поселення | Клімат поселення | Клімат поселення | Клімат поселення | Клімат поселення |
| Показник                                      | Січ.             | Лют.             | Бер.             | Квіт.            | Трав.            | Черв.            | Лип.             | Серп.            | Вер.             | Жовт.            | Лист.            | Груд.            |                  |
| Середній максимум, °C                         | 0,56             | 3,18             | 6,27             | 9,69             | 13,83            | 17,36            | 16,34            | 16,35            | 12,65            | 7,22             | 1,10             | −1,9             |                  |
| Середня температура, °C                       | −5,3             | −2,68            | 0,42             | 3,84             | 7,98             | 11,51            | 13,81            | 13,83            | 10,12            | 4,69             | −1,43            | −4,43            |                  |
| Середній мінімум, °C                          | −11,15           | −8,52            | −5,44            | −2,01            | 2,12             | 5,65             | 11,27            | 11,31            | 7,59             | 2,17             | −3,95            | −6,96            |                  |
| Норма опадів, мм                              | 154              | 101              | 69               | 59               | 59               | 64               | 63               | 77               | 129              | 191              | 165              | 158              |                  |
| Середньомісячна швидкість вітру, м/с          | 2.45             | 2.36             | 2.35             | 2.44             | 2.39             | 2.39             | 2.13             | 1.94             | 1.88             | 2.07             | 2.15             | 2.27             |                  |
| Середньомісячна сонячна радіація, кДж/м²·день | 1961             | 4373             | 8657             | 13854            | 17649            | 18929            | 17820            | 15033            | 9967             | 5154             | 2422             | 1366             |                  |
| --------------------------------------------- | ---------------- | ---------------- | ---------------- | ---------------- | ---------------- | ---------------- | ---------------- | ---------------- | ---------------- | ---------------- | ---------------- | ---------------- | ---------------- |
| Джерело:                                      |                  |                  |                  |                  |                  |                  |                  |                  |                  |                  |                  |                  |                  |